# Jisra'el ba-alija
Jisra'el ba-alija (hebrejsky ישראל בעלייה‎) byla izraelská politická strana zaměřující se na sionismus a zastupující zájmy ruských přistěhovalců.

## Historie
Strana byla založena Natanem Šaranskym před volbami do Knesetu v roce 1996. Šaransky, bývalý refusenik, se zaměřil téměř výhradně na voliče ze zemí bývalého Sovětského svazu. Strana se zaměřovala se na přistěhovalecká témata (alija je hebrejské slovo běžně užívané k popsání imigrace do Izraele). Jisra'el ba-alija byla centristická strana, která však postupně přijala jestřábí styl. V říjnu 1999 opustili stranu dva poslanci – Roman Bronfman a Alexander Cinker a založili levicovou stranu Bechira demokratit (Demokratická volba). Bronfman později vstoupil do strany Jachad. V roce 2003 se Jisra'el ba-alija sloučila s vládnoucí stranou Likud.